# Juan Velasco Alvarado
Juan Francisco Velasco Alvarado (født 16. juni 1910, død 24. december 1977) var en peruviansk politiker, som var præsident i Peru mellem 1968 og 1975.